# Лацис Мартин Іванович
Ла́ціс Марти́н Іва́нович (Я́нович), справжнє ім'я — Судрабс Ян Фрідріхович (латис. Jānis Sudrabs; 16 грудня 1888 — 20 березня 1938) — радянський партійний і господарський діяч, співробітник органів ВЧК-ОДПУ.

## Ранні роки
Народився в садибі Рагайні Ліфляндської губернії в родині латиського батрака. Щоб оплачувати навчання, з восьми років працював пастухом, потім поїхав у Ригу, де влаштувався учнем столяра і підсобником в його магазині. Після півторарічної роботи вирішив стати народним учителем і з цим наміром в 1905 році звільнився і поїхав з міста назад у село, щоб підготуватися до іспитів у вчительській семінарії.
У 1905 році з початком революційної діяльності провалив вступні іспити і перейшов на нелегальне положення, став «лісовим братом».
Навесні 1906 року Ян Судрабс повернувся до роботи. Допомагав викладачам в Енгельгартовському училищі, займався самоосвітою, у 1908 році в Ризі склав іспит на народного учителя і до осені знайшов місце учителя у Велико-Роопському приходському училищі.

## Революції, громадянська війна, ВНК
Брав участь у російській революції 1905—1907 років. У 1911—1913 роках вів підпільну революційну роботу на Північному Кавказі і в Москві. У серпні 1915 засуджений і висланий до Іркутської губернії. Після Лютневої революції 1917 року — член Петроградського комітету РСДРП(б), один з організаторів червоної гвардії Виборзького району. Учасник Жовтневого збройного повстання 1917, член Петроградського військово-революційного комітету, колегії НКВС РСФРР.
Від травня 1918 року — в органах Всеросійської надзвичайної комісії (ВНК) і водночас голова військового трибуналу 5-ї армії, член революційної військової ради Східного фронту. У квітні — вересні 1919 — голова ВНК УСРР, член колегії республіканського НКВС, один з організаторів «червоного терору» в Україні. У редагованій Л.Крайнім газеті політичного відділу військ ВУНК «Красный меч» почали щоденно публікувати списки розстріляних.
Від вересня 1919 року — начальник секретно-оперативного відділу, а з липня 1920 року — член колегії ВНК РСФРР. З 1921 року — на адміністративно-господарській, партійній та рад. роботі.
З 1932 — директор Інституту народного господарства імені Плеханова (Москва). Автор книжок про перші роки діяльності ВНК.
29 листопада 1937 року заарештований за обвинуваченням у належності до контрревллюційної націоналістичної організації. Засуджений до розстрілу.
Легендарною стала цитата зі статті Лаціса, опублікованій 1 листопада 1918 року в журналі «Червоний терор», який видавався НК: «Ми не ведемо війни проти окремих осіб. Ми винищуємо буржуазію як клас. Не шукайте на слідстві матеріалів і доказів того, що обвинувачуваний діяв ділом або словом проти радянської влади. Перше питання, яке ми повинні йому поставити, — до якого класу він належить, якого він походження, виховання, освіти або професії. Ці питання й повинні визначити долю обвинувачуваного. У цьому — зміст і сутність червоного терору.»

## Нагороди
Нагороджений орденами Червоного Прапора, Трудового Червоного Прапора УСРР, знаком «Почесний працівник ВЧК–ГПУ (V)» і Почесною революційною зброєю.